# Beond
Beond (Eigenschreibweise BeOnd, offiziell BEOND-SIMDI Operations Pvt. Ltd.) ist eine maledivische Fluggesellschaft mit Sitz in der Hauptstadt der Malediven, Malé. BeOnd plant, die Malediven mit mehreren europäischen, asiatischen Ländern sowie mit Australien zu verbinden. Die Fluggesellschaft bezeichnet sich selbst als „die erste Premium-Ferienfluggesellschaft der Welt“.

## Geschichte
Die Fluggesellschaft wurde 2022 unter dem Arbeitstitel Arabesque von Tero Taskila, Max Nilov und Sascha Feuerherd in Dubai gegründet und sollte Ende 2022 bzw. Anfang 2023 mit zwei Airbus A321LR in einer kompletten Business-Class-Bestuhlung den Flugbetrieb aufnehmen. Im Oktober 2022 gab man bekannt, dass die Fluggesellschaft unter dem Namen BeOnd vom Flughafen Malé operieren wird. Gleichzeitig beantragte man das AOC auf den Malediven.
Im Oktober 2023 präsentierte man das erste Flugzeug, einen Airbus A319 in einer Konfiguration mit 44 Sitzplätzen in der Business-Class.
Der erste reguläre Flug mit Passagieren fand am 15. November 2023 von München, mit einem Tankstopp am Flughafen Dubai-World Central, nach Malé statt. Die Verbindung ab München wurde aufgrund mangelnder Nachfrage für den Sommerflugplan 2024 ausgesetzt.

## Flugziele

Von BeOnd angeflogene Länder im Jahr 2025

Von der Basis am Flughafen Malé werden im deutschsprachigen Raum München und Zürich angeflogen. Ebenfalls fliegt sie auch ins arabische Riad.

## Flotte
Mit Stand September 2024 besteht die Flotte von BeOnd aus zwei Flugzeugen mit einem Durchschnittsalter von 21,6 Jahren:
| Flugzeugtyp     | Anzahl | bestellt | Anmerkungen | Sitzplätze (Business) | Durchschnittsalter |
| --------------- | ------ | -------- | ----------- | --------------------- | ------------------ |
| Airbus A319-100 | 1      |          |             | 44                    | 20,7 Jahre         |
| Airbus A321-200 | 1      |          |             | 68                    | 22,5 Jahre         |
| Gesamt          | 2      | –        |             |                       | 21,6 Jahre         |